# Pedro Ganchas
Pedro Ganchas, né le 31 mai 2000 à Lisbonne au Portugal, est un footballeur portugais qui joue au poste de défenseur central au Silkeborg IF.

## Biographie

### En club
Né à Lisbonne au Portugal, Pedro Ganchas commence le football à l'AD Carregado avant d'être formé par le Benfica Lisbonne à partir de 2011.
Le 31 janvier 2022, Pedro Ganchas rejoint le FC Paços de Ferreira pour un contrat de trois ans et demi, soit jusqu'en juin 2025.
C'est avec ce club qu'il découvre la première division portugaise, jouant son premier match sous ses nouvelles couleurs dans cette compétition, le 8 mai 2022 face au CD Santa Clara. Il est titularisé et son équipe est battue par deux buts à zéro.
Le 2 juillet 2024, Pedro Ganchas s'engage avec le Silkeborg IF. Il signe un contrat courant jusqu'en décembre 2028,.
Il marque son premier but en première division danoise le 25 octobre 2024 contre l'Aalborg BK. Titulaire ce jour-là, il est l'auteur du but égalisateur de son équipe dans le temps additionnel (1-1 score final),.

### En sélection
Pedro Ganchas représente le Portugal en sélection, il commence avec l'équipe du Portugal des moins de 17 ans, sélection avec laquelle il joue un total de deux matchs, les deux en 2017.